# Айрапетян, Давид Валерьевич
Дави́д Вале́рьевич Айрапетя́н (род. 26 сентября 1983, Баку, Азербайджанская ССР) — российский боксёр. Шестикратный чемпион России (2004—2007, 2010, 2011), двукратный чемпион Европы (2006, 2013), призёр чемпионата мира (2009, 2011), бронзовый призёр летних Олимпийских игр 2012. Заслуженный мастер спорта России (2009).
Тренеры: Валерий Васильевич Энтальцев, Эдуард Абрамович Джаграев.

## Биография
Давид Айрапетян родился в 1983 году в Баку, но после начала Карабахского конфликта его семья была вынуждена переехать сначала в Армению, а потом в российский город Пятигорск, где Давид в 13 лет начал заниматься боксом под руководством Валерия Энтальцева. В 2002 году стал чемпионом мира среди молодёжи. В 2006 году был включён в состав национальной сборной России на чемпионате Европы в Пловдиве и уверенно победив во всех четырёх боях, завоевал звание чемпиона Европы. На чемпионате мира 2007 года в Чикаго на ранней стадии соревнований проиграл действующему чемпиону мира китайцу Цзоу Шимину и не попал в число призёров. В 2008 году на Олимпийских играх в Пекине уже в первом бою неожиданно уступил украинскому боксёру Георгию Чигаеву, которого до этого побеждал на Чемпионате Европы в Пловдиве. На чемпионате мира 2009 года в Милане Давид Айрапетян дошёл до финала и завоевал серебряную медаль этого турнира.

## Спортивная карьера

### Чемпионат Европы по боксу 2006года
На чемпионате Европы 2006 года Давид завоевал золотую медаль, проведя четыре поединка:
- 1/8 финала: победа над украинцем Георгием Чигаевым по очкам (29:22)
- 1/4 финала: победа над венгром Палом Бедаком по очкам (34:26)
- 1/2 финала: победа над армянином Оганесом Даниеляном за явным преимуществом по очкам в третьем раунде
- финал: победа над итальянцем Альфонсо Пинто по очкам (36:24)

### Чемпионат мира по боксу 2009года
На чемпионате Мира 2009 года Давид завоевал серебряную медаль, проведя шесть поединков
- 1/32 финала: победа над колумбийцем Авилой Сегурой по очкам (25:6)
- 1/16 финала: победа над турком Ферхатом Пехливаном по очкам (7:2)
- 1/8 финала: победа над эквадорцем Карлосом Кайпом по очкам (14:5)
- 1/4 финала: победа над испанцем Де Ла Ниевой Линаресом по очкам (12:3)
- 1/2 финала: победа над корейцем Шином Джонг Хооном по очкам (9:1)
- финал: поражение монголу Сербанде Пуревдорж по очкам (5:10)

## Государственные награды
- Медаль ордена «За заслуги перед Отечеством» II степени (13 августа 2012 года) — за большой вклад в развитие физической культуры и спорта, высокие спортивные достижения на Играх XXX Олимпиады 2012 года в городе Лондоне (Великобритания)[3].